# Zdzisław Górzyński

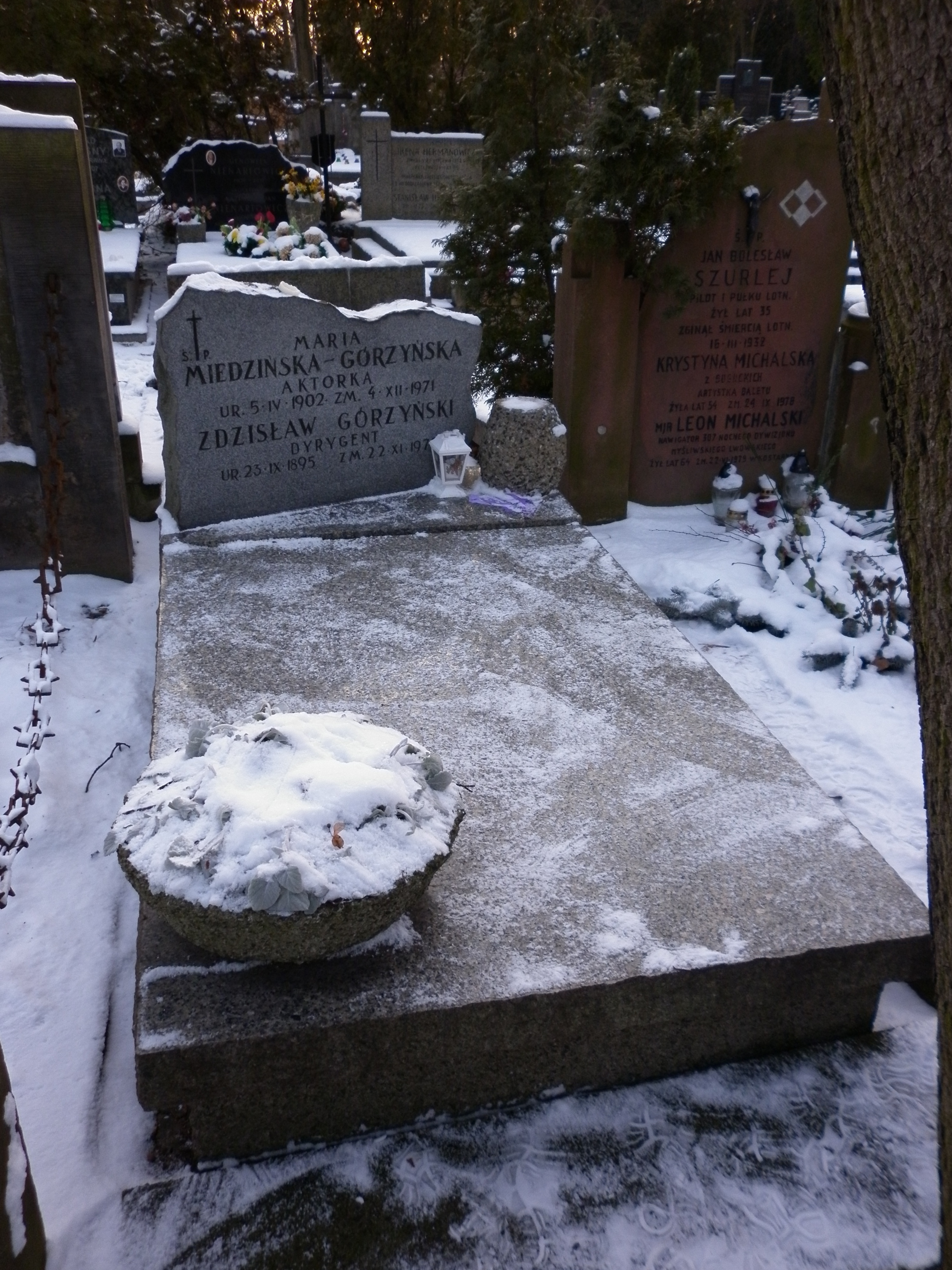
Grób Zdzisława Górzyńskiego na Cmentarzu Wojskowym na Powązkach

Zdzisław Górzyński, właśc. Zdzisław Grünberg (ur. 23 września 1895 w Krakowie zm. 22 listopada 1977 w Warszawie) – polski dyrygent.

## Życiorys
Urodził się 23 września 1895 w Krakowie, w rodzinie Józefa Grunberga i Amalii z Kasslerów (Kaszlerów). Jego ojciec był nauczycielem muzyki, a bracia Tadeusz i Władysław - dyrygentami. Od 1902 uczył się gry na skrzypcach w klasie prof. Wierzuchowskiego w konserwatorium krakowskiego Towarzystwa Muzycznego, a od 1906 także gry na fortepianie. Ukończył gimnazjum w Krakowie. W 1915 wyjechał do Wiednia, by studiować dyrygenturę u Franza Schalka. Po powrocie do Krakowa w 1916 został dyrygentem Teatru im. Juliusza Słowackiego.
W latach 1917–1921 współpracował z Teatrem Miejskim we Lwowie. W 1920 debiutował jak dyrygent orkiestry symfonicznej w Krakowie. W latach 1921–1923 był kierownikiem muzycznym Teatru Nowości w Warszawie, a przez krótki czas (od czerwca do sierpnia 1922) również jego dyrektorem. Jako kierownik muzyczny współpracował z wieloma innymi teatrami (m.in. Teatrem Wielkim w Warszawie, teatrem „Morskie Oko” (od 1928)). W latach 1935–1939 kierował Małą Orkiestrą Polskiego Radia.
W czasie okupacji niemieckiej ukrywał się pod nazwiskiem Jan Zbigniew Michalczyk, udzielał lekcji muzyki i akompaniował na koncertach konspiracyjnych.
Po wyzwoleniu Łodzi, jeszcze przed zakończeniem II wojny światowej, 1 lutego 1945 został dyrektorem filharmonii w Łodzi (do 31 sierpnia 1948). Jednocześnie wykładał również dyrygenturę w łódzkiej Państwowej Wyższej Szkole Muzycznej i prowadził zajęcia w Państwowej Wyższej Szkole Teatralnej. 1 września 1948 został na jeden sezon dyrektorem Opery Poznańskiej. W 1949 przeniósł się do Warszawy, gdzie został dyrektorem i kierownikiem artystycznym opery i filharmonii. W 1953 roku otrzymał nagrodę państwową III stopnia. 1 października 1954 wrócił do Poznania, gdzie został dyrektorem opery (do 2 lutego 1963). Od 1961 współpracował też z Teatrem Wielkim w Warszawie, początkowo jako dyrygent a następnie jako dyrektor muzyczny (1966–1967) i kierownik artystyczny (1967–1968). 1 maja 1970 przeszedł na emeryturę. W 1976 otrzymał nagrodę m. st. Warszawy.
Repertuar artysty obejmował wszystkie opery Moniuszki, Goplana i Konrad Wallenrod Żeleńskiego, Manru Ignacego Jana Paderewskiego, Pan Twardowski Ludomira Różyckiego, Legenda Bałtyku Feliksa Nowowiejskiego, Syrena Witolda Maliszewskiego.
Górzyński był nie tylko dyrygentem, ale również promotorem muzycznych talentów. W 1949 odkrył talent Marii Fołtyn, którą uczynił solistką Opery Warszawskiej a w 1951 zarekomendował Tadeuszowi Sygietyńskiemu Irenę Santor. 
Był trzykrotnie żonaty: po raz pierwszy od 1919 z aktorką Heleną Szulc-Trojacką; po raz drugi, od 1926 także z aktorką Marią z Nowaków Miedzińską (1902–1971), z którą miał córkę Hannę po mężu Słowińską (1927–2013), aktorkę; po raz trzeci (od 1971) z Ireną z Marców Lorenc.
Zmarł 22 listopada 1977 w Warszawie. Spoczywa, razem z drugą żoną, na Cmentarzu Wojskowym na Powązkach (kwatera B 17-1-22).

## Ordery i odznaczenia
- Krzyż Komandorski Orderu Odrodzenia Polski (23 lutego 1955)[7]
- Krzyż Kawalerski Orderu Odrodzenia Polski (22 lipca 1952)[8]
- Złoty Krzyż Zasługi (15 lutego 1946)[9]

## Filmografia
- Ostatni etap (1947) – dyrygent
- Miasto nieujarzmione (1950) – dyrygent
- Austeria (1982) – dyrygent (w użytym w filmie fragmencie muzycznym)